# ゼスト (芸能事務所)
株式会社ゼスト (Zest, Inc.) は、東京都渋谷区に本社を置く芸能プロダクションである。旧社名は株式会社SKE。
株式会社KeyHolderの連結子会社であり、SKE48の運営を中心にアーティストやアスリートのマネジメント業務、芸能スクール (ZEST MUSIC SCHOOL) 運営事業を行っている。

## 概要
株式会社KeyHolderが、株式会社AKSよりSKE48に関する事業を譲受する形で、株式会社SKEを設立。
SKE48の今後もより一層の充実した活躍を図る一方で、スクール事業の展開を目指すなど新たな展開にも積極的に挑むため、社名を現社名である株式会社ゼストに変更。

## 沿革
2018年
- 11月13日、株式会社AKSからSKE48事業の承継に向けた基本合意書を締結することを発表[2]。
- 12月27日、株式会社AKSからSKE48事業の譲渡契約を締結。株式会社AKSに4,000株（20%）の株式譲渡契約を締結[3]。

2019年
- 3月1日、株式会社SKEとしてSKE48事業を開始[4]。
- 7月1日、商号（社名）を「株式会社ゼスト」に変更[5]。

## マネジメント業務

### アーティスト
- SKE48
  - カミングフレーバー
- Novelbright
- まるりとりゅうが
- 野島樺乃 - SKE48の元メンバー
- まるり
- 江籠裕奈 - SKE48の元メンバー
- Bellemule
- RIVA

### アスリート
サッカー
- 遠藤航 - 業務提携
- 鈴木武蔵 - 業務提携

ハンドボール
- 土井レミイ杏利
- 徳田新之介
- 元木博紀

アルティメット
- 田村友絵

プロレス
- 荒井優希 - SKE48の元メンバー

### 俳優・女優
- 若月佑美 - 乃木坂46の元メンバー
- 小栗有以 - AKB48のメンバー
- 古畑奈和 - SKE48の元メンバー
- 奥雄人
- 三島涼
- 上之薗理奈
- 高畑結希 - SKE48の元メンバー
- 北野瑠華 - SKE48の元メンバー
- 辻ニイナ

### その他
声優
- 谷真理佳 - SKE48の元メンバー

タレント
- 斉藤真木子 - SKE48の元メンバー

### かつてマネジメント業務をしていた人物・グループ
- ONE HUNDRED LIMINAL （2021年1月29日 - 10月30日[6]）
- 市野瀬瞳 - フリーアナウンサー
- BRIDEAR
- you
- kiyo
- Nona Diamonds - 「第3回AKB48グループ歌唱力No.1決定戦」ファイナリスト9名によるユニット
- FlowBack
- ⻄脇雅仁 - アイスホッケー選手
- 大津晃介 - アイスホッケー選手
- 蓑島圭悟 - アイスホッケー選手
- 西村豪哲 -アメリカンフットボール選手
- 松中信彦 - 業務提携
- 真洋 - 乃木坂46の元メンバーの川村真洋
- ほのかりん - 女優・シンガーソングライター（2021年11月[7] - 2023年8月[8]）
- Nicori Light Tours
- 井筒しま - 業務提携
- おしゆき - 青木詩織【おしりん】と荒井優希【ゆき】で結成したユニット
- 林美澪 - SKE48の元メンバー
- et-アンド- - 2025年3月31日解散

## 関係者
- 竹内彩姫 - SKE48の元メンバー。現在、ゼスト社員。
- 福士奈央 - 同上[9]。
- 青木詩織 - 同上[10]。
- 杉山愛佳 - SKE48の元メンバー。コレオグラファー（振付師）としてのセカンドキャリアをサポート。
- 八角瑛子 - OS☆Uの元メンバー。ゼスト社員でマネージャーをしながら、オーディション運営の「bijoux」社長を務める[11]。

## 事業展開
- 株式会社UNITED PRODUCTIONS（ユナイテッドプロダクションズ） - 番組制作・映像制作。
- WISENLARGE株式会社（ワイゼンラージ） - TVの番組制作エージェンシー、AD派遣。
- ゼストミュージックスクール - 名古屋市栄で展開する芸能スクール。2021年4月1日に、「ゼストエンタテインメントスクール」から名称を変更[12]。2021年6月1日に、福岡天神校を開校[13]。
- allspo（オルスポ） - スポーツ関連の情報サイト。
- Um - スタイリスト＆ヘアメイクチームがプロデュースするファッションレーベル。
- ZEST RECORDS - 自社音楽レーベル。
- ゼスト 音楽出版部 - 知的財産権（著作権）[注 1][注 2]を管理している。ゼスト所属ではない坂本櫻やいるはーとなどの一部の著作権も管理している。